# Best in the World (2018)
Best in the World 2018 fue la novena edición del Best in the World, un evento de pago por visión de lucha libre profesional producido por Ring of Honor. Tuvo lugar el 29 de junio de 2018 desde el UMBC Event Center en Baltimore, Maryland.
El evento contó con la presencia de los luchadores de la New Japan Pro-Wrestling (NJPW) y de World Wonder Ring Stardom (STARDOM): Kushida, Evil, Sanada, Bushi, Mayu Iwatani, Oedo Tai (Hazuki, Kagetsu & Hana Kimura).

## Antecedentes
En Final Battle , Dalton Castle derrotó a Cody para ganar el Campeonato Mundial de ROH. En la Supercard of Honor XII, Castle derrotó a Marty Scurll para retener el título mundial de ROH. En Masters of the Craft, Scurll ganó un Defy or Deny Match (un combate de eliminación fatal 4-way donde si un oponente es eliminado por el campeón esa persona no puede obtener una oportunidad por el título hasta que un nuevo campeón sea coronado pero si el campeón es eliminado que lo eliminó tendrá una futura oportunidad por el título) al eliminar por última vez a Castle, lo que le otorgará una futura oportunidad por el título. En Bound By Honor, Scurll y Cody ganaron un combate de eliminación de ocho hombres con Cody eliminando a Dalton por última vez, sin embargo, Cody se marcó en nombre de Marty y Marty sintió que Cody le había robado su victoria. Durante la gira ROH/NJPW War of the Worlds Tour hubo una tensión obvia entre Scurll y Cody. Luego se anunció a través del sitio web de ROH que Castle estaría defendiendo el título mundial de ROH contra Cody y Marty.
En Bound By Honor, Punishment Martinez atacó a Adam Page. Durante la gira ROH/NJPW War of the Worlds Tour, Page le costó a Martínez el Campeonato Peso Pesado de los Estados Unidos de la IWGP y el Campeonato Mundial Televisivo de ROH le costó a Page. Page y Martínez también estaban programados para un combate durante la gira, pero Page atacó a Martínez y la lucha nunca se oficializó. En State of the Art Dallas Martínez venció a Silas Young para ganar el Campeonato Mundial Televisivo de ROH. ROH luego anunció que Martínez defenderá el título contra Page en Best in the World.

## Resultados
- The Kingdom (Matt Taven, TK O'Ryan & Vinny Marseglia) derrotaron a Los Ingobernables de Japón (Bushi, Evil & Sanada) y retuvieron el Campeonato Mundial en Parejas de Seis-Hombres de ROH.
  - Taven cubrió a Bushi después de un «Rockstar Supernova».
- Flip Gordon derrotó a Bully Ray por descalificación.
  - Ray fue descalificado después de que Ray atacara con un «Low Blow».
  - Después de la lucha, Ray continuó atacando a Gordon, pero Cheeseburger salió a detenerlo, pero igual fue atacado.
  - Luego del ataque, Colt Cabana salió a detenerlo.
- Sumie Sakai, Jenny Rose, Mayu Iwatani y Tenille Dashwood derrotaron a Kelly Klein y Oedo Tai (Hazuki, Kagetsu & Hana Kimura).
  - Iwatani cubrió a Kimura después de un «Dragon Suplex».
- Austin Aries derrotó a Kenny King.
  - Aries cubrió a King después de un «Brainbuster».
- Jay Lethal derrotó a Kushida.
  - Lethal cubrió a Kushida después de un «Lethal Injection».
  - Después de la lucha, Lethal y Kushida se dieron la mano en señal de respeto.
- Punishment Martinez derrotó a Adam Page en un Baltimore Street Fight y retuvo el Campeonato Mundial Televisivo de ROH.
  - Martinez cubrió a Page después de aplicarle un «Powerbomb» sobre una mesa.
- The Briscoes (Jay Briscoe & Mark Briscoe) derrotaron a The Young Bucks (Matt Jackson & Nick Jackson) y retuvieron el Campeonato Mundial en Parejas de ROH.
  - Jay y Mark cubrieron a Matt y a Nick después de un «Redneck Boogie».
  - Después de la lucha, The Briscoes continuaron atacando a Young Bucks, pero SoCal Uncensored (Christopher Daniels, Frankie Kazarian & Scorpio Sky) salieron a detenerlo.
- Dalton Castle (con The Boys) derrotó a Cody (con Brandi Rhodes) y Marty Scurll en un Triple Threat Match y retuvo el Campeonato Mundial de ROH
  - Castle cubrió a Scurll después de un «Anchors Away!».
  - Durante la lucha, The Boys interfirieron a favor de Castle mientras que Rhodes y Nick Aldis interfirieron a favor de Cody, siendo expulsados de ringside.